# Kopergroene snelloper
De kopergroene snelloper (Agonum viridicupreum) is een keversoort uit de familie van de loopkevers (Carabidae). De wetenschappelijke naam van de soort werd in 1777 gepubliceerd door Johann August Ephraim Goeze.